# 中島洋太朗
中島 洋太朗（なかじま ようたろう、2006年4月22日 - ）は、広島県広島市出身のプロサッカー選手。Jリーグ・サンフレッチェ広島所属。ポジションはミッドフィールダー（MF）。
父は2009年 - 2013年に広島でプレーした元プロサッカー選手の中島浩司。兄の中島永弥もポーランドでプロサッカー選手として活動している。

## 来歴
広島市立牛田新町小学校3年生時にサンフレッチェ広島ジュニアに加入。以降、ジュニアユース・ユースへとステップアップを果たし、世代別日本代表招集やトップチーム練習・キャンプへの参加を経験する。
2023年9月、弱冠17歳4ヶ月にしてサンフレッチェ広島トップチームとのプロ契約を締結した。17歳でのプロ契約締結はクラブ史上最速。2024年はユースで背番号10を着用し中心選手としてプレーする傍ら日々の活動ではトップチームに帯同する機会が増え、J1初出場・初先発を経験し、VfBシュトゥットガルトとの親善試合（Jリーグインターナショナルシリーズ2024）でプロ初ゴールを記録した。

## 人物・プレースタイル
父と同じ守備的MFのポジションを主戦場とし、一発のパスで局面を打開するプレーを得意とする。足下の技術、状況判断に優れる。
24年、早くも海外のクラブ（ ブンデスリーガ のFCケルン）からオファーが届くが、断った。（なお、本人の海外挑戦の意思は強い。）

## 所属クラブ
- サンフレッチェ広島F.Cジュニア（広島市立牛田新町小学校）
- サンフレッチェ広島F.Cジュニアユース（広島市立牛田中学校）
- サンフレッチェ広島F.Cユース（広島県立吉田高等学校）
  - 2023年9月 - 2024年  サンフレッチェ広島F.C（プロ契約・2種登録選手）
- 2025年 -   サンフレッチェ広島F.C

## 個人成績
| 国内大会個人成績 | 国内大会個人成績 | 国内大会個人成績 | 国内大会個人成績 | 国内大会個人成績 | 国内大会個人成績 | 国内大会個人成績 | 国内大会個人成績 | 国内大会個人成績 | 国内大会個人成績 | 国内大会個人成績 | 国内大会個人成績 |
| 年度             | クラブ           | 背番号           | リーグ           | リーグ戦         | リーグ戦         | リーグ杯         | リーグ杯         | オープン杯       | オープン杯       | 期間通算         | 期間通算         |
| 年度             | クラブ           | 背番号           | リーグ           | 出場             | 得点             | 出場             | 得点             | 出場             | 得点             | 出場             | 得点             |
| 日本             | 日本             | 日本             | 日本             | リーグ戦         | リーグ戦         | リーグ杯         | リーグ杯         | 天皇杯           | 天皇杯           | 期間通算         | 期間通算         |
| ---------------- | ---------------- | ---------------- | ---------------- | ---------------- | ---------------- | ---------------- | ---------------- | ---------------- | ---------------- | ---------------- | ---------------- |
| 2024             | 広島             | 35               | J1               | 12               | 0                | 2                | 0                | 3                | 0                | 17               | 0                |
| 2025             | 広島             | 35               | J1               |                  |                  |                  |                  |                  |                  |                  |                  |
| 通算             | 日本             | 日本             | J1               | 12               | 0                | 2                | 0                | 3                | 0                | 17               | 0                |
| 総通算           | 総通算           | 総通算           | 総通算           | 12               | 0                | 2                | 0                | 3                | 0                | 17               | 0                |

- Jリーグ初出場
  - 2024年3月30日 J1第5節 対ガンバ大阪（Eピース）

## 代表・選抜歴
- 2020年 U-15日本代表候補
- 2021年 U-15日本代表候補
- 2022年 U-16日本代表
- 2023年 U-17日本代表
- 2024年 U-19日本代表
- 2025年 U-20日本代表（AFC U20アジアカップ2025）[9]